# 雷丁頓 (亞利桑那州)
雷丁頓（英語：Redington）是位於美國亞利桑那州皮馬縣的一個非建制地區。該地的面積和人口皆未知。

## 地理
雷丁頓的座標為32°25′39″N 110°29′35″W / 32.42750°N 110.49306°W，而該地的平均海拔高度為878米（即2881英尺）。